# Pardosa birmanica
Pardosa birmanica este o specie de păianjeni din genul Pardosa, familia Lycosidae, descrisă de Simon, 1884. Conform Catalogue of Life specia Pardosa birmanica nu are subspecii cunoscute.